# Automobilwerk Cassino
Cassino ist ein Automobilwerk von Stellantis in der italienischen Region Latium, rund fünf Kilometer westlich der Stadt Cassino, auf dem Gebiet der Gemeinde Piedimonte San Germano, an der Autobahn A1, der Strada Statale 6 Via Casilina und der Bahnstrecke Rom–Cassino–Neapel.

## Geschichte
Das damalige Fiat-Werk wurde im Jahr 1972 auf einer Fläche von 200 Hektar eröffnet, um dort den Kleinstwagen 126 zu produzieren. 1978 wurde die Produktion dieses Fahrzeugs nach Polen verlagert und die Anlagen in Cassino umgebaut und automatisiert (RoboGate). In den Achtzigern wies das Werk in der Endmontage eine sehr hohe Automatisierung auf, was jedoch bezüglich der Komplexität der Tätigkeiten auf Grenzen stieß und Fehleranfälligkeit sowie Stillstandszeiten hoch trieb – ähnlich wie die Produktionshalle 54 im VW-Stammwerk Wolfsburg.
Bis 1990 wurden in Cassino die Modelle 131, Ritmo und Regata hergestellt. 1988 erfolgte ein erneuter Umbau des Werks für die Herstellung des Tipo mit seiner verzinkten Karosserie. Auf dessen Plattform baute man unter Verwendung etlicher anderer Bauteile des Tipo den Tempra und den Marengo. Die Anlage in Cassino konnte seinerzeit rund 1.000 Fahrzeuge am Tag herstellen. Für den Bau des Stilo wurde das Werk im Jahr 2000 nochmals komplett umgebaut, wobei man das Fertigungssystem RobotGate durch das neue OpenGate ersetzte. Im Jahr 2003 überschritt die Gesamtproduktion seit der Inbetriebnahme des Werks die Marke von sechs Millionen; dies konnte jedoch nicht über den geringen Erfolg des Stilo hinwegtäuschen. Die Produktion in Cassino musst zeitweise verringert und Personal abgebaut werden, gleichzeitig begann man mit der Herstellung von Fahrzeugen der Marken Alfa Romeo, Lancia und Maserati. Heute arbeiten rund 4.800 Menschen im FCA-Werk Cassino.

## Produktion
Folgende Modelle wurden oder werden in Cassino produziert:
| Foto | Marke      | Modell      | Produktionsbeginn | Produktionsende |
| ---- | ---------- | ----------- | ----------------- | --------------- |
|      | Fiat       | 126         | 1972              | 1978            |
|      | Fiat       | 131         | 1974              | 1978            |
|      | Fiat       | Ritmo       | 1978              | 1988            |
|      | Fiat       | Regata      | 1983              | 1990            |
|      | Fiat       | Tipo        | 1988              | 1995            |
|      | Fiat       | Tempra      | 1990              | 1996            |
|      | Fiat       | Bravo/Brava | 1995              | 2001            |
|      | Fiat       | Marea       | 1996              | 2003            |
|      | Fiat       | Stilo       | 2001              | 2008            |
|      | Fiat       | Croma       | 2005              | 2010            |
|      | Fiat       | Bravo       | 2007              | 2014            |
|      | Lancia     | Delta       | 2008              | 2014            |
|      | Alfa Romeo | Giulietta   | 2010              | 2020            |
|      | Alfa Romeo | Giulia      | 2016              |                 |
|      | Alfa Romeo | Stelvio     | 2017              |                 |
|      | Maserati   | Grecale     | 2022              |                 |